# ひらの真弥
平野 真也（ひらの しんや、1979年11月9日 - ）は、日本の俳優。本名は平野 真也（読み同じ）。アイディプランニング所属。身長167cm。血液型はA型。

## 来歴・人物
愛知県北名古屋市出身。1993年からN・A・Cに所属。中学時代、高校時代は地元名古屋市の小劇場や地元制作の番組を中心として活躍していた。1998年に御園座出演した事をきっかけに舞台出演が多くなる。下積み時代は澤村竜王率いる澤村剣友会の石松代伍に師事。2002年に、尾藤イサオの付き人、内弟子となる。2008年、師弟関係を解消。2013年アイディプランニングに移籍。移籍前は、ひらの真弥の芸名で活動していた。

## 出演作品

### 映画
- 梟の城 owl's castle（1999年、東宝）
- いずれの森か青き海（2003年、「いずれの森か青き海」製作上映委員会）　チンピラ 役

### テレビドラマ
- 新キッズ・ウォー（2005年、TBS）　チンピラ 役
- ママの神様（2008年、TBS）　小林 役
- オーバー30（2009年、TBS）　横山 役
- 坂の上の雲（2009年11月 - 、NHK総合）
- 歴史秘話ヒストリア第37回みんな好き好き一休さん（2010年、NHK）
- 99年の愛〜JAPANESE AMERICANS〜（2010年、TBS）　憲兵 役　クレジット表記は「ひらの信弥」
- 中学生日記（1994年-1996年）　生徒 役（2010年9月度、2011年1月度）　亀島先生 役
- 連続テレビ小説　カーネーション（2011年10月3日 - 2012年3月、NHK）　岸和田の男 役
- 水戸黄門（TBS・C.A.L）
  - 第42部 第1話「お前は助さん俺は格さん-水戸-」（2010年10月11日）　茶坊主 役
  - 第43部 第12話「忠義に揺らぐ親子の絆 -亀山-」（2011年10月10日）　駕籠かき 役
- 金曜スーパープライム　終戦ドラマスペシャル犬の消えた日（2011年8月12日、日本テレビ）　教師 役

### 舞台
- 東京シアター1010　開館記念公演「劇場の神様　極付丹下左膳」
- 御園座　「劇場の神様　極付丹下左膳」、「陽春大歌舞伎」、「五木ひろし特別公演」
- 名鉄ホール　「女たちの忠臣蔵」、「京唄子初春特別公演」
- 中日劇場　「祇園の姉妹」
- 京都四条南座　「劇場の神様　極付丹下左膳」
- 梅田コマ劇場　「港町十三番地」
- 博多座　藤山直美公演「花あかり・天下分け目の女いくさ」

### CM
テレビ
- 「アートネイチャー」
- 「秀英予備校」
- 「浜名湖パルパル」
- 「東建コーポレーション」